# Lithopagurus yucatanicus
Lithopagurus yucatanicus is een tienpotigensoort uit de familie van de Paguridae. De wetenschappelijke naam van de soort is voor het eerst geldig gepubliceerd in 1968 door Provenzano.